# Pablo Hiriart
Pablo Hiriart Le Bert (Temuco, Provincia de Cautín, Chile; 3 de mayo de 1956) es un escritor y periodista chileno naturalizado mexicano.

## Estudios
Estudió Ciencias de la Comunicación en la Facultad de Ciencias Políticas y Sociales de la Universidad Nacional Autónoma de México (UNAM).[cita requerida]

## [2]Trayectoria
Nacido en Chile, emigró a México a fines de los 70 En 1980 inicia su etapa como reportero del semanario Proceso y del diario La Jornada antes de formar parte del equipo de comunicación del gobierno federal.[cita requerida]
En 1988 cuando mostró inclinación por la cobertura en el sector político, lo que le permitió afianzar un sitio como Director de Operaciones Nacionales en la Agencia de Noticias del Estado Mexicano (Notimex).[cita requerida]
Para 1990, asumió la dirección general de la agencia gubernamental Notimex. Tres años más tarde, en 1993, asumió la dirección del diario gubernamental El Nacional.[cita requerida]
En 1996 fue director fundador del periódico La Crónica de Hoy. 
En 2006, conduce el programa En Contexto de Televisión Azteca; fue en ese periodo en el que se hizo acreedor a un reconocimiento por su programa de radio Análisis Político, otorgado por la Asociación Nacional de Locutores (ANLM).[cita requerida]
Para 2007 dejó el puesto de director general de La Crónica de Hoy por la falta de uniformidad de criterios en torno a la política editorial del periódico y la existencia de puntos de vista divergentes sobre la conducción futura del diario.[cita requerida] Dos años más tarde fue fundador y director general del diario La Razón y columnista del periódico Excélsior.[cita requerida]
En 2011, asumió como conductor del programa Frente al País, junto con Ana Paula Ordorica emitido por Imagen Radio.[cita requerida]
En 2014, dio a conocer su salida del periódico La Razón, donde se desempeñaba como director del diario.[cita requerida]
Desde el año 2016, participa en México Confidencial en Azteca 13, en Proyecto 40 y es director general de información política y social del diario El Financiero, donde escribe la columna «Uso de Razón».

## Premios
- Premio Nacional de Periodismo de México 2005 en la categoría mejor crónica.[4]